# 알버섯과
알버섯과(Rhizopogonaceae)는 그물버섯목에 속하는 균류의 한 과이다. 알버섯과는 1928년 식물학자 에른스트 알베르트 고이만과 캐럴 윌리엄 다지가 처음 명명하였다. 알버섯과에는 3가지 속에 152가지 종이 존재한다.